# Périers-en-Auge
Pour les articles homonymes, voir Périer.
Périers-en-Auge est une commune française située dans le département du Calvados en région Normandie, peuplée de 121 habitants.

## Géographie

### Localisation
Ses lieux-dits et écarts sont : le Lieu Thil, le Lieu Gémare, le Fer des Champs, la Clôture, le Lieu Familly, le Lieu de Bernières, le Champ de l'Épine, Méricourt, le Lieu Manoury, le Moulin, la Cour de la Bergerie, le Valacre, la Croix Kerpin, la Mare Élan, l'École, le Lieu Gauvin, le Clos Richard et Saint-Évroult.

### Hydrographie
La commune est située dans le bassin Seine-Normandie. Elle est drainée par la Dives, le Grand Canal, le cours d'eau 01 du Bac de Varaville, le fossé 01 de Saint-Evroult, le fossé 01 du Lieu Gauvin, le cours d'eau 02 de la commune de la Dives-sur-Mer, un bras de la Dives et le canal 01 de l'Eglise,,.
La Dives, d'une longueur de 105 km, prend sa source dans la commune de Gouffern en Auge et se jette  dans la baie de Seine en limite de Cabourg et de Dives-sur-Mer, après avoir traversé 34 communes. 

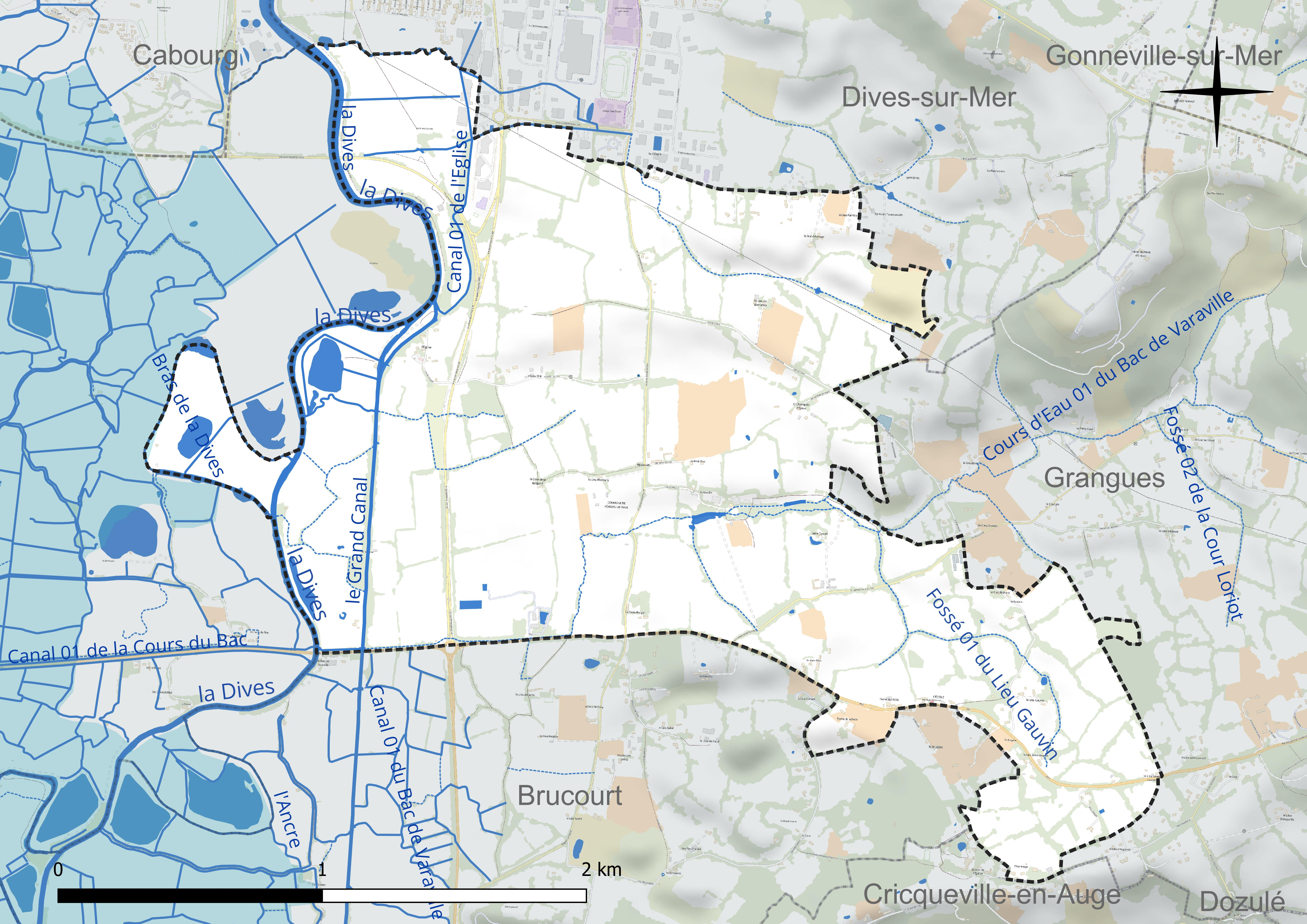
Réseau hydrographique de Périers-en-Auge.

Le Grand Canal, un canal, chenal et un cours d'eau naturel non navigable d'une longueur de 15 km, prend sa source dans la commune de Hotot-en-Auge et se jette  dans la Dives sur la commune, après avoir traversé six communes. 

### Climat
Pour des articles plus généraux, voir Climat de la Normandie et Climat du Calvados.
En 2010, le climat de la commune est de type climat océanique franc, selon une étude du CNRS s'appuyant sur une série de données couvrant la période 1971-2000. En 2020, Météo-France publie une typologie des climats de la France métropolitaine dans laquelle la commune est exposée à un climat océanique et est dans la région climatique Normandie (Cotentin, Orne), caractérisée par une pluviométrie relativement élevée (850 mm/a) et un été frais (15,5 °C) et venté. Parallèlement le GIEC normand, un groupe régional d'experts sur le climat, différencie quant à lui, dans une étude de 2020, trois grands types de climats pour la région Normandie, nuancés à une échelle plus fine par les facteurs géographiques locaux. La commune est, selon ce zonage, exposée à un « climat des plateaux abrités », correspondant à la plaine agricole de Caen à Falaise, sous le vent des collines de Normandie et proche de la mer, se caractérisant par une pluviométrie et des contraintes thermiques modérées.
Pour la période 1971-2000, la température annuelle moyenne est de 10,6 °C, avec  une amplitude thermique annuelle de 12,3 °C. Le cumul annuel moyen de précipitations est de 836 mm, avec 12,6 jours de précipitations en janvier et 7,9 jours en juillet. Pour la période 1991-2020, la température moyenne annuelle observée sur la station météorologique la plus proche, située sur la commune de Sallenelles à 11 km à vol d'oiseau, est de 11,8 °C et le cumul annuel moyen de précipitations est de 735,8 mm,. Pour l'avenir, les paramètres climatiques de la commune estimés pour 2050 selon différents scénarios d'émission de gaz à effet de serre sont consultables sur un site dédié publié par Météo-France en novembre 2022.

## Urbanisme

### Typologie
Au 1er janvier 2024, Périers-en-Auge est catégorisée commune rurale à habitat dispersé, selon la nouvelle grille communale de densité à 7 niveaux définie par l'Insee en 2022.
Elle est située hors unité urbaine. Par ailleurs la commune fait partie de l'aire d'attraction de Dives-sur-Mer, dont elle est une commune de la couronne,. Cette aire, qui regroupe 12 communes, est catégorisée dans les aires de moins de 50 000 habitants,.

### Occupation des sols
L'occupation des sols de la commune, telle qu'elle ressort de la base de données européenne d'occupation biophysique des sols Corine Land Cover (CLC), est marquée par l'importance des territoires agricoles (97,7 % en 2018), en diminution par rapport à 1990 (99,3 %). La répartition détaillée en 2018 est la suivante : 
prairies (83,9 %), zones agricoles hétérogènes (13,8 %), zones industrielles ou commerciales et réseaux de communication (2,3 %). L'évolution de l'occupation des sols de la commune et de ses infrastructures peut être observée sur les différentes représentations cartographiques du territoire : la carte de Cassini (XVIIIe siècle), la carte d'état-major (1820-1866) et les cartes ou photos aériennes de l'IGN pour la période actuelle (1950 à aujourd'hui).

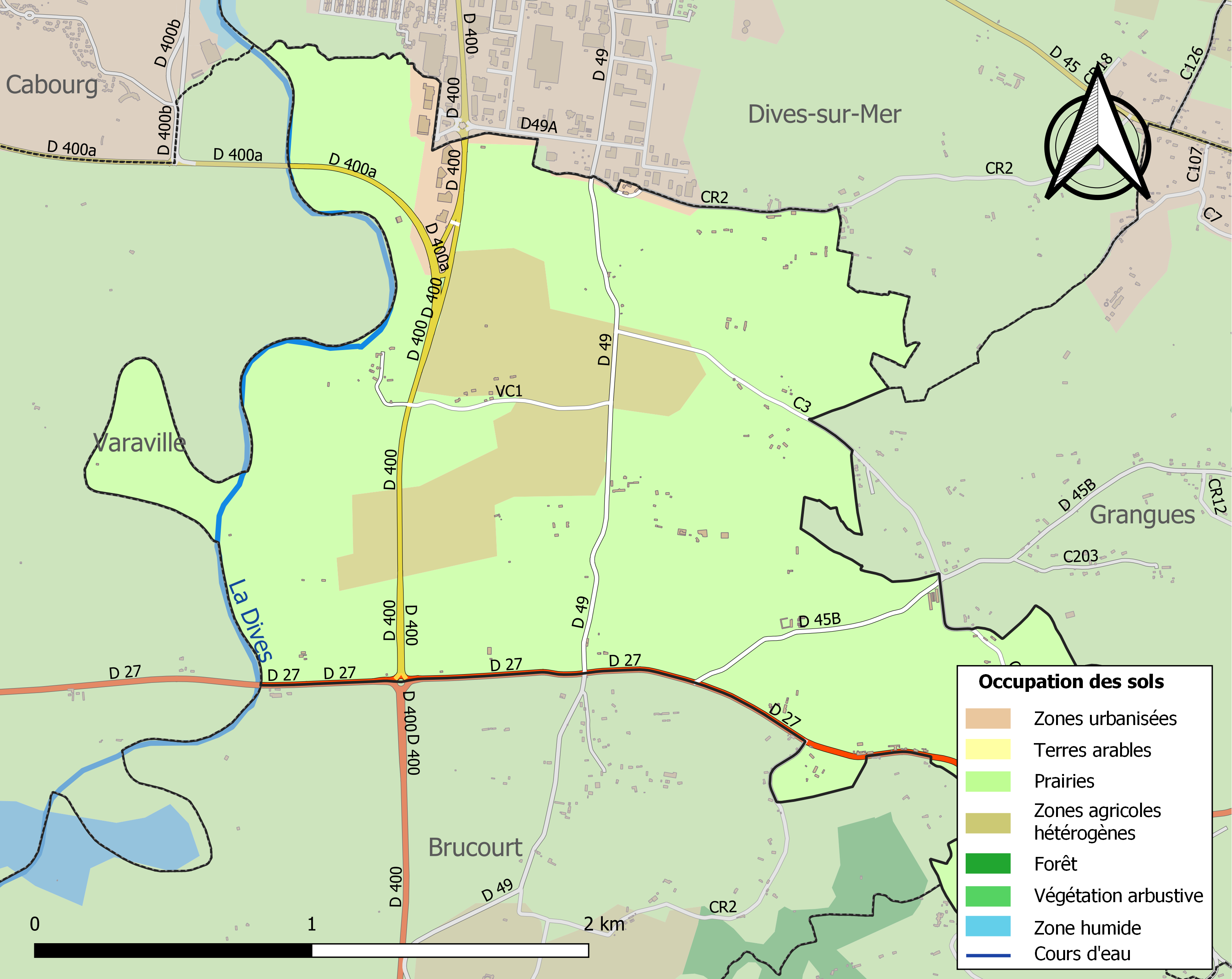
Carte des infrastructures et de l'occupation des sols de la commune en 2018 (CLC).

## Toponymie
Les formes attestées sont Peries, Periez, Santa Maria de Piris (forme latinisée), Periers en 1219.
Périers « poiriers » est attesté au Xe siècle sous la forme dialectale perier, suivi d'un -s locatif.
Pour le site du prieuré de Rouville, les formes attestées sont Rouvilla, Rotthovilla et Rodovilla. Il s'agit d'un toponyme médiéval en -ville « domaine rural » (mot issu du gallo-roman VILLA « grand domaine rural ») précédé du nom d'un personnage germanique Hrodo.
Toponyme évoquant le pays d'Auge.

## Politique et administration
| Période                                  | Période  | Identité          | Étiquette | Qualité               |
| ---------------------------------------- | -------- | ----------------- | --------- | --------------------- |
| ?                                        | 2000     | Jean-Louis Fleury |           |                       |
| 2000                                     | mai 2020 | Alain Fontaine    | SE        | Inspecteur des impôts |
| mai 2020                                 | En cours | Didier Beaujouan  | SE        | Cadre à la retraite   |
| Les données manquantes sont à compléter. |          |                   |           |                       |

## Démographie
L'évolution du nombre d'habitants est connue à travers les recensements de la population effectués dans la commune depuis 1793. Pour les communes de moins de 10 000 habitants, une enquête de recensement portant sur toute la population est réalisée tous les cinq ans, les populations de référence des années intermédiaires étant quant à elles estimées par interpolation ou extrapolation. Pour la commune, le premier recensement exhaustif entrant dans le cadre du nouveau dispositif a été réalisé en 2005.
En 2022, la commune comptait 121 habitants, en évolution de −12,95 % par rapport à 2016 (Calvados : +1,58 %, France hors Mayotte : +2,11 %).
| 1793 | 1800 | 1806 | 1821 | 1831 | 1836 | 1841 | 1846 | 1851 |
| ---- | ---- | ---- | ---- | ---- | ---- | ---- | ---- | ---- |
| 139  | 104  | 146  | 101  | 121  | 129  | 116  | 130  | 129  |

| 1856 | 1861 | 1866 | 1872 | 1876 | 1881 | 1886 | 1891 | 1896 |
| ---- | ---- | ---- | ---- | ---- | ---- | ---- | ---- | ---- |
| 132  | 121  | 117  | 117  | 122  | 124  | 129  | 131  | 155  |

| 1901 | 1906 | 1911 | 1921 | 1926 | 1931 | 1936 | 1946 | 1954 |
| ---- | ---- | ---- | ---- | ---- | ---- | ---- | ---- | ---- |
| 171  | 154  | 157  | 139  | 159  | 155  | 140  | 121  | 132  |

| 1962 | 1968 | 1975 | 1982 | 1990 | 1999 | 2005 | 2006 | 2010 |
| ---- | ---- | ---- | ---- | ---- | ---- | ---- | ---- | ---- |
| 118  | 113  | 85   | 96   | 114  | 145  | 140  | 139  | 141  |

| 2015 | 2020 | 2022 | - | - | - | - | - | - |
| ---- | ---- | ---- | - | - | - | - | - | - |
| 139  | 124  | 121  | - | - | - | - | - | - |

## Lieux et monuments
Jusqu'au XIXe siècle, existait sur le territoire de la commune le prieuré de Rouville et la chapelle Saint-Évrou, le tout datant du XIIIe siècle. Le prieuré et la chapelle sont abandonnés à l'état de ruines dès le XVIIIe siècle.
- Église Notre-Dame (XIIe siècle, XIIIe siècle et XVIIIe siècle). L'église est également dédiée à saint Firmin, le vocable étant associé à la présence d'une statue du saint en habit d'évêque et à l'existence de pèlerinages. Fonts baptismaux sans doute du XIIe siècle, et nef du début XVIIIe siècle selon Arcisse de Caumont.

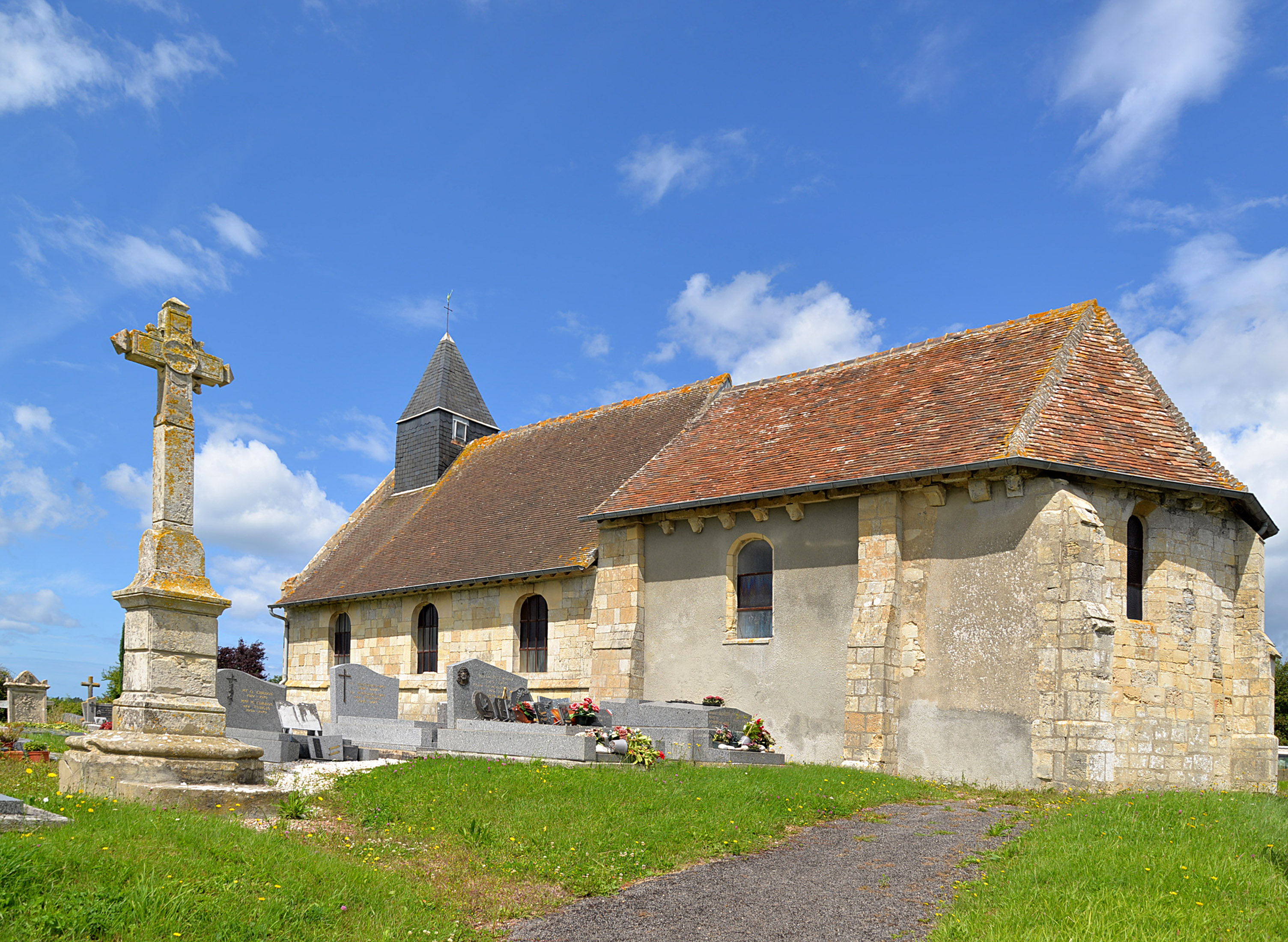
L'église Notre-Dame.
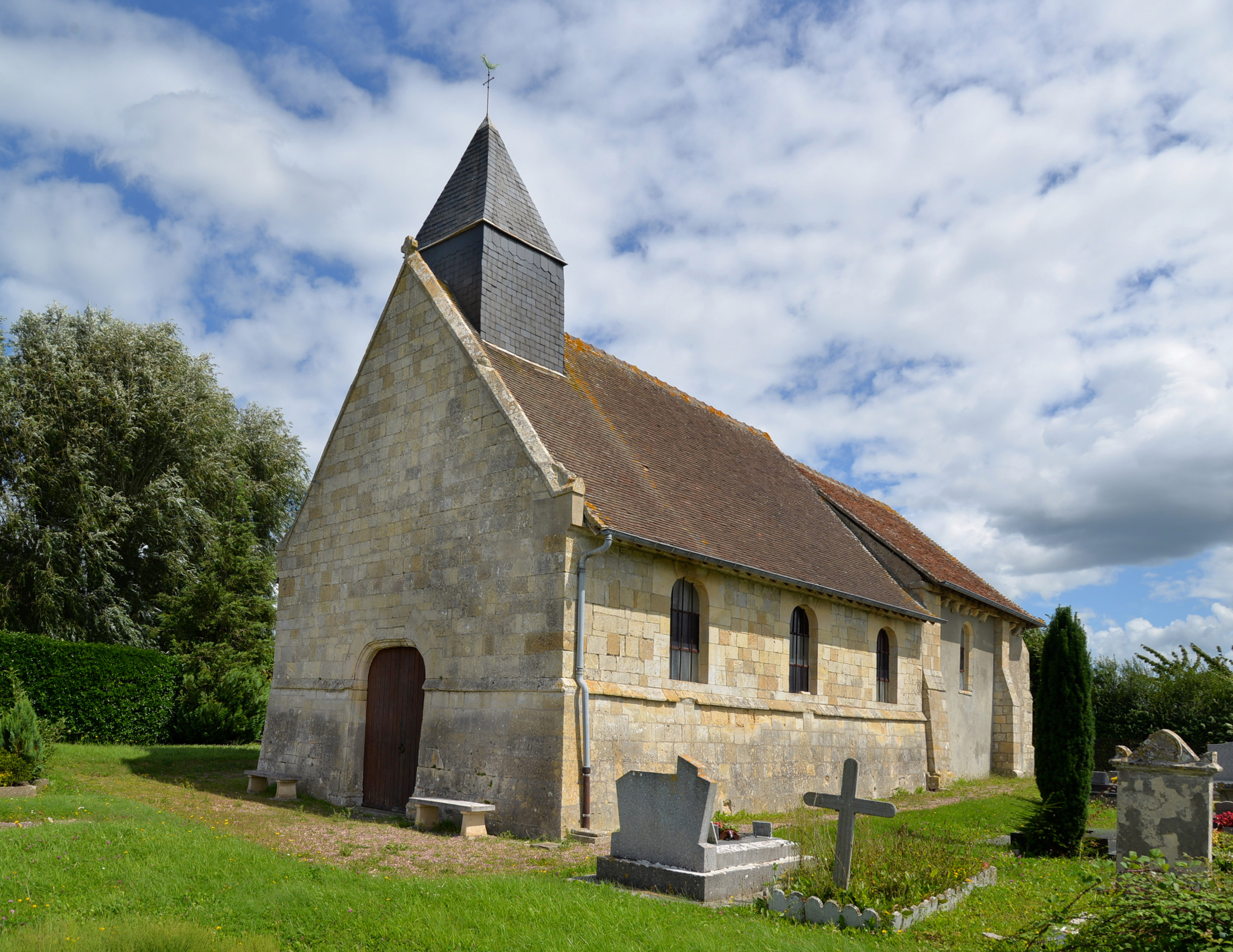
L'église Notre-Dame.

## Personnalités liées à la commune
- Jacques Dacqmine (1924-2010 à Périers-en-Auge), acteur.